# Tetisheri
Tetisheri (?- Tebas 1541 a. C.) fue una reina de la familia real egipcia de finales de la dinastía XVII y la matriarca de la XVIII. Era esposa de Senajtenra Ahmose, madre de Seqenenra y de Kamose y abuela de Amosis I. Tetisheri participó en la expulsión de los hicsos de Egipto y estableció un precedente de reina con poder, que anticipó a grandísimas mujeres descendientes suyas como Ahhotep, Ahmose-Nefertari, Hatshepsut, Tiy o Nefertiti.

## Biografía

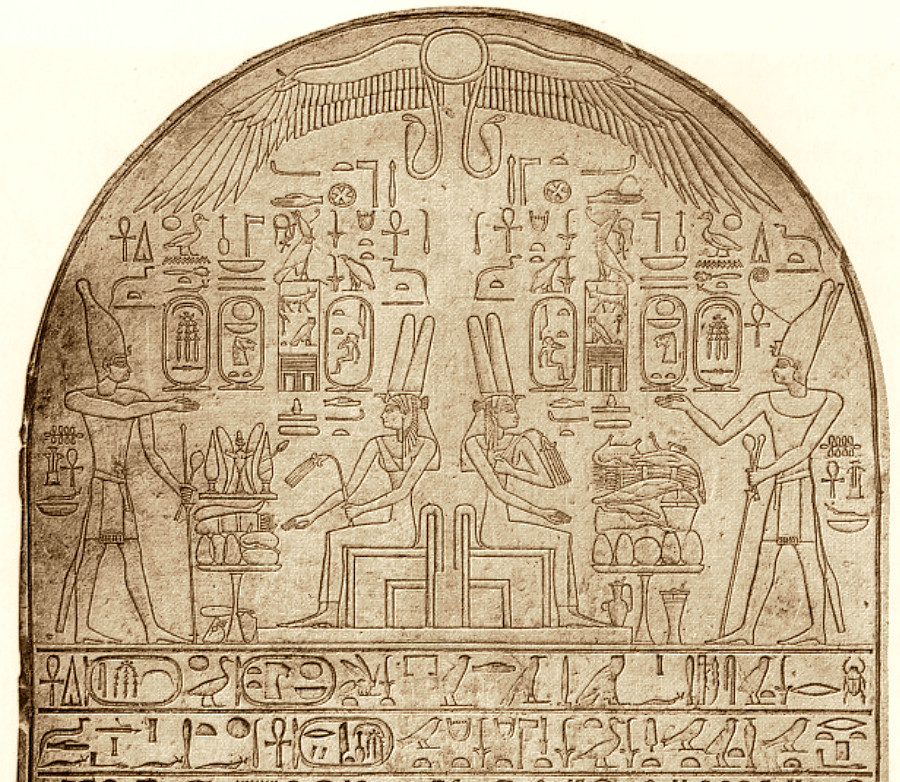
Luneta de la estela de Amosis en honor de Tetisheri. Museo de El Cairo.

Tetisheri nació en una familia plebeya, hija de un juez llamado Tyenna y de un ama de casa de nombre Neferu, y fue elegida por Senajtenra para ser su esposa principal, dándole el título de Gran Esposa Real. Este hecho era bastante poco habitual en el Antiguo Egipto. Senajtenra concedió a Tetisheri muchos privilegios que no habían tenido reinas anteriores. Fue la primera reina en llevar la corona del buitre indicando que la posición de esposa principal había llegado a ser parte integral del poder faraónico. Cuando su hijo Seqenenra se levantó contra los hicsos, Tetisheri ayudó y contribuyó a reclutar tropas. Seqenenra murió en batalla, lo mismo que su sucesor, Kamose.
Su nieto Amosis consiguió expulsar a los hicsos de Egipto. Tetisheri fue una sabia consejera de tres reyes durante la guerra contra los hicsos y el pueblo egipcio la tuvo como el motor de la resistencia nacional. Durante la campaña guerrera de Ahmose, Tetisheri gobernó junto con su hija Ahhotep, ésta en calidad de regente. Parece ser que Amosis estuvo muy unido a su abuela y cuando ella tenía unos 70 años encargó varios proyectos más en su honor.

## Testimonios de su época
- Fragmento de un papiro concediendo una dotación en el Bajo Egipto en su nombre.
- En el cenotafio de Amosis y Ahmose-Nefertary en Abidos hay una estela en la que se menciona otro construido para Tetisheri, cuya ubicación se desconoce.[3]
- En el Museo Británico se conserva una estatuilla que se creía representaba la imagen de Tetisheri, pero se ha demostrado que el nombre es una falsificación.
- No se ha encontrado su tumba, pero su momia probablemente sea una de las halladas en el escondrijo DB320,[4] que tiene su nombre y el de sus padres escritos en las vendas. Corresponde a una anciana de 70 a 75 años, de cabellos naturales blancos trenzados con otros postizos oscuros. Al cuerpo le falta la mano derecha arrancada por los saqueadores de tumbas antiguos y la técnica de momificación es la propia de inicios de la XVIII dinastía[5]

|  |

|  |

|  |

|  |

|  |

|  |

|  |

|  |

|  |

|  |

|  |

|  |